# Szubatowo
Szubatowo (ros. Шубатово) – przystanek kolejowy w miejscowości Szmanajewo, w rejonie stupińskim, w obwodzie moskiewskim, w Rosji. Położony jest na Wielkim Pierścieniu Kolei Moskiewskiej.
Nazwa przystanku pochodzi od nieistniejącej obecnie wsi Czubatowo (ros. Чубатово). Obecna nazwa jest wynikiem literówki, która przyjęła się jako oficjalna nazwa.